# مایکل آلفونس
مایکل آلفونس (انگلیسی: Mickaël Alphonse؛ زادهٔ ۱۲ ژوئیهٔ ۱۹۸۹) بازیکن فوتبال اهل فرانسه است.
از باشگاه‌هایی که در آن بازی کرده‌است می‌توان به باشگاه فوتبال دیژون، باشگاه ورزشی آمیان، و باشگاه فوتبال سوشو اشاره کرد.
وی همچنین در تیم ملی فوتبال جزیره گوادلوپ بازی کرده‌است.